# Armagnac (drank)

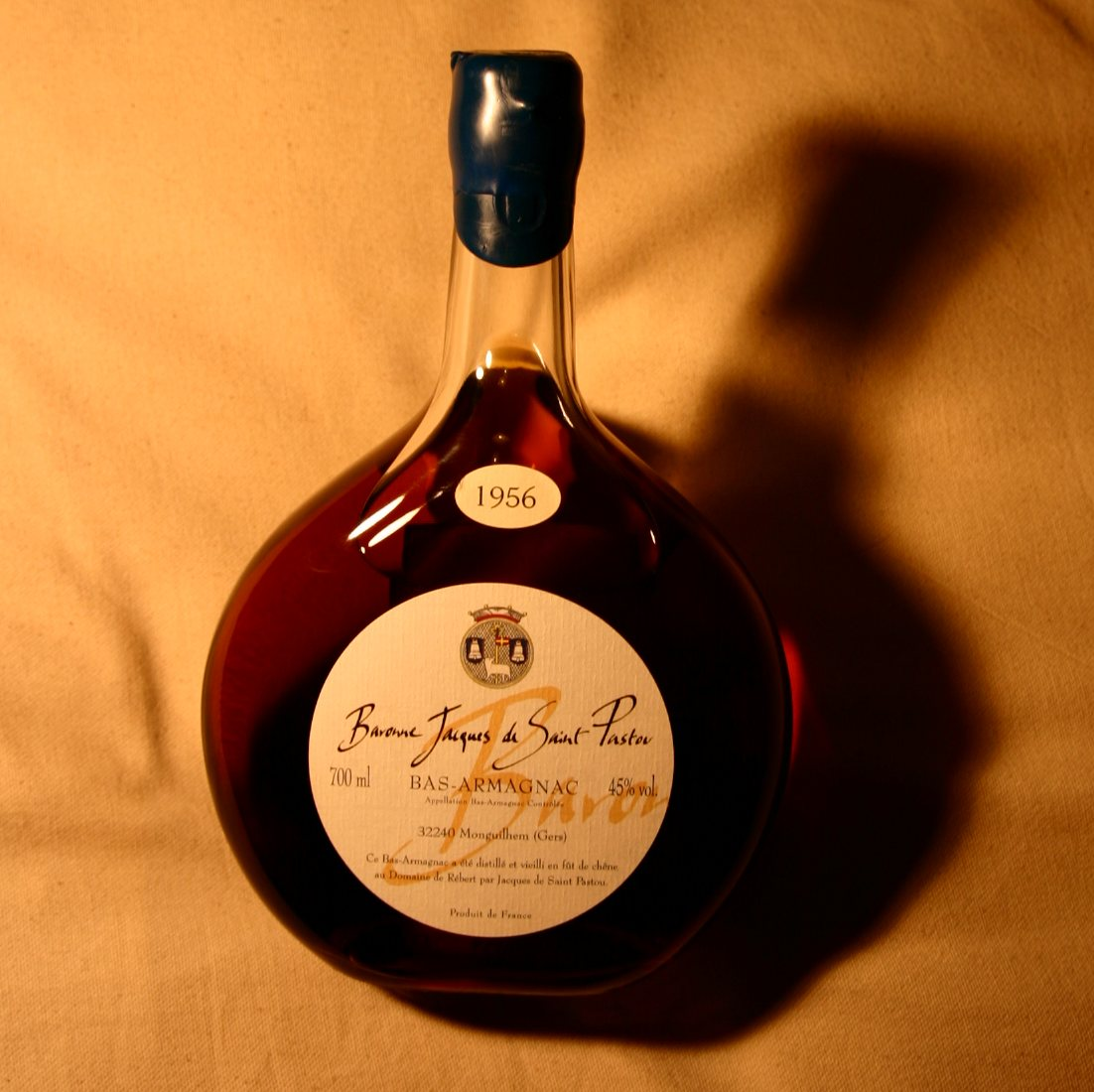
Armagnac

Armagnac is een sterk alcoholische drank (40%). De naam komt van de gelijknamige oude Franse streek.

## Geschiedenis

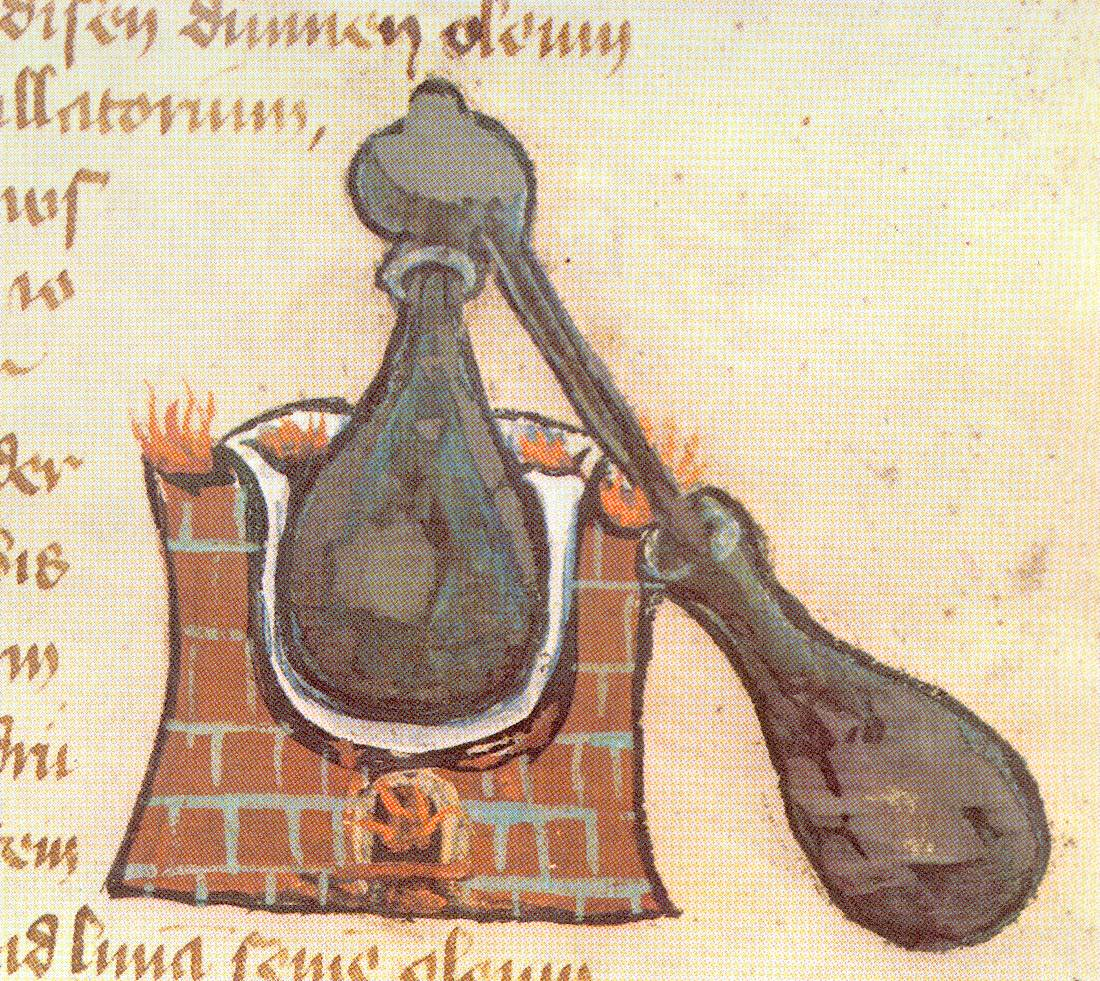
Alambiek uit de Middeleeuwen

De Romeinen introduceerden de wijnbouw, de Arabieren distillatiemethoden en de Kelten het vat. Armagnac bestaat sinds de 12e eeuw; dat is 200 jaar langer dan cognac. Het is het oudste wijndistillaat van Frankrijk. Oorspronkelijk werd het geconsumeerd om zijn therapeutische werking. In het archief van het Vaticaan bevindt zich een document uit 1310 waarin meester Vital Du Four, een lid van de clerus, prior van Eauze en Saint-Mont bericht dat armagnac, mits met mate geconsumeerd, vrolijk maakt, de jeugd en gezondheid conserveert en seniliteit vertraagt.
Ook in de 14e eeuw vindt men sporen van consumptie en productie. Tussen de 15e en de 17e eeuw komt men vaker sporen tegen die erop wijzen dat op de markten van Saint-Sever, Mont-de-Marsan en Aire-sur-l'Adour armagnac werd verhandeld.
De armagnac dankt zijn commerciële ontwikkeling aan de Nederlanders. De Engelsen verboden alle andere wijnen dan die van Bordeaux gebruik te maken van de Garonne. De Nederlanders kwamen met het idee de distillatie van de wijnen van de Gascogne te bevorderen om het Engelse embargo te omzeilen. Teneinde de fluctuaties van goede en slechte jaren het hoofd te kunnen bieden, werd de productie snel opgevoerd.
Op 25 mei 1909 werd het armagnacgebied per decreet afgebakend en op 6 augustus 1936 werd de AOC, Appellation d'Origine Contrôlée armagnac, officieel in het leven geroepen.

## Bereiding
Armagnac wordt op een iets andere methode bereid dan cognac. Armagnac wordt slechts één keer gedistilleerd, terwijl cognac tweemaal en bij een lagere temperatuur gedistilleerd wordt. Beide dranken worden gedistilleerd in een distillatieketel. In elk gebied zijn er natuurlijk eigen regels en andere tradities. 
Na het stoken heeft cognac een alcoholpercentage van 70%, bij armagnac varieert dit naargelang de distillatiemethode. Dat betekent dat armagnac een groter waterdeel heeft waarin zich de geur- en smaakstoffen bevinden. Invloeden van terroir, druif etc. zijn daardoor in armagnac groter. Beide dranken worden gerijpt op eikenhouten vaten. 
De druiven voor het maken van armagnac zijn niet allemaal dezelfde als die voor cognac. De meest voorkomende druiven zijn Baco (baco 22), Folle Blanche en Colombard. In totaal zijn 20 druivensoorten toegestaan. De bereiding wordt gecontroleerd door Bureau National Interprofessionel de l'Armagnac (BNIA).
De Armagnacstreek is onderverdeeld in 
- Bas-Armagnac
- Armagnac-Ténarèze
- Haut-Armagnac

en ligt verspreid over drie departementen de Gers, Lot-et-Garonne en de Landes. Alleen in dit gebied geoogste druiven mogen worden gedistilleerd tot armagnac. Dit gebied valt samen met de Côtes de Gascogne. De gehele AOC bestaat uit wijngaarden met een gezamenlijke omvang van 15.000 hectare.

## Druivensoorten

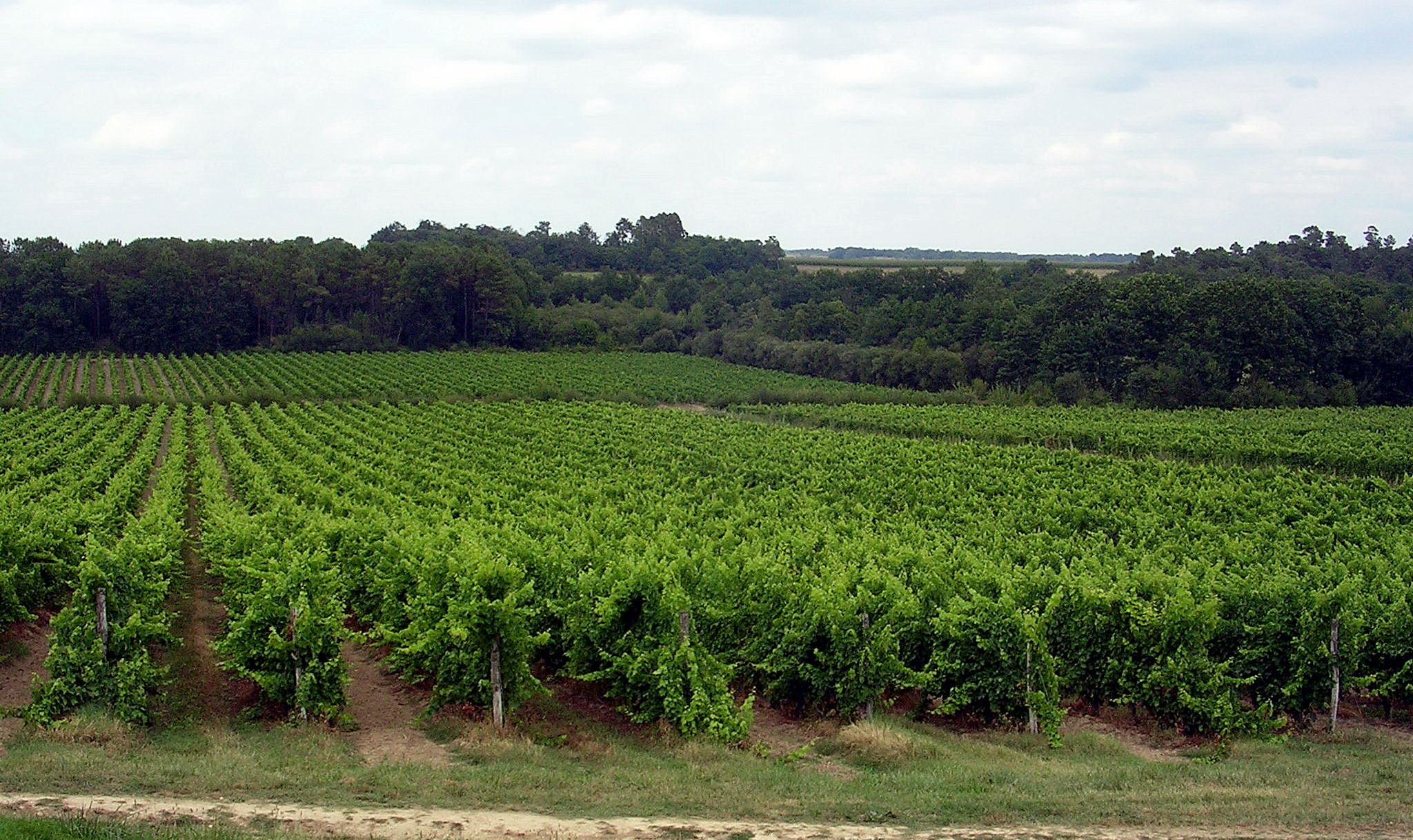
Een wijngaard van Armagnac

Er worden voornamelijk vier cépages, druivensoorten gebruikt:
- Ugni Blanc (ook Trebbiano Toscano) genoemd, bekend om zijn zuurheid;
- Baco Blanc, een hybride van de Folle Blanche en de Amerikaanse Noah, die de wijnbouwers opnieuw mogen gebruiken;
- Colombard, floral;
- Folle Blanche, gevoelig voor ziektes.

## Distillatie

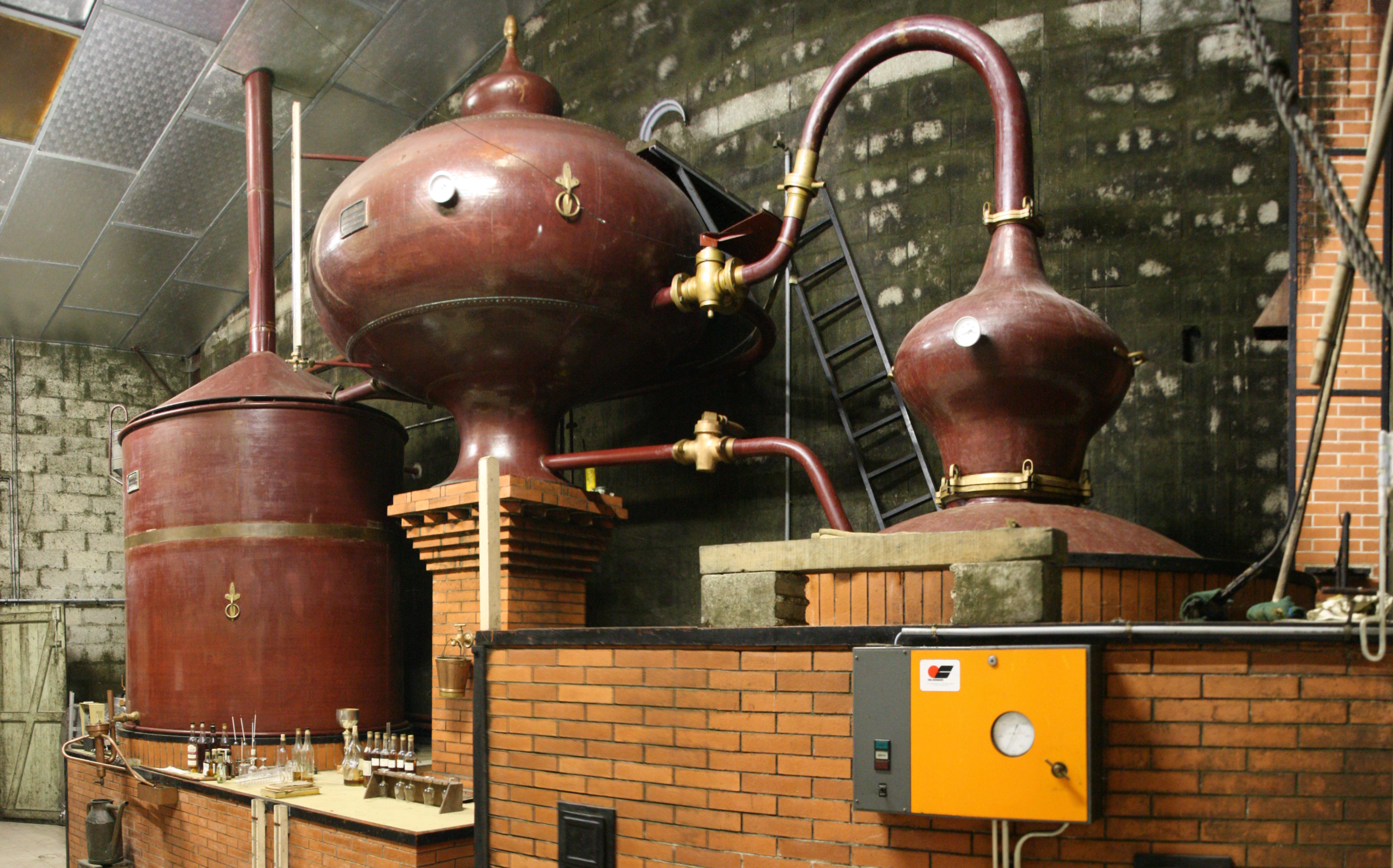
Een Alambiek

De distillatie werd vroeger veelal gedaan met een alambiek met een continu functionerende kolom. Het distillaat, de brandewijn, heeft een alcoholpercentage van tussen de 52% en 72% van het volume, dit afhankelijk van de afmetingen van de kolom en het aantal lagen. 
Met een alambiek kan men uiteraard ook dubbel distilleren, maar met Armagnac gebeurt dit niet.
Het einde van de periode waarin gedistilleerd mag worden ligt vast, de distillatie moet plaatsvinden voor 31 maart van het jaar na de druivenoogst. In jaren van overproductie kan deze datum per decreet worden gewijzigd. Voor het oogstjaar 2004/2005 bijvoorbeeld werd de distillatieperiode teruggebracht op 15 februari 2005.

## Categorieën
Armagnac wordt net als cognac in verschillende leeftijdscategorieën ingedeeld:
- VS [Very Special] - minstens 1 jaar oud
- VSOP [Very Superior Old Pale] or Réserve - minstens 4 jaar oud
- Napoléon, Extra, Vieille Réserve - minstens 6 jaar oud
- XO, Hors d'age - minstens 10 jaar oud

## Ortolaan
- Armagnac is de vloeistof waarin volgens een Franse culinaire traditie een ortolaan levend wordt verdronken om hem te bereiden en vervolgens op te eten. Dit gerecht is sinds 2007 door de EU verboden, maar Frankrijk laat desondanks toe het te bereiden.